# Night of Champions (WWE)
Night of Champions è un evento in pay-per-view di wrestling organizzato annualmente dalla WWE. 

## Edizioni
| Edizione        | Data              | Città      | Sede                     | Main event                                                                        |
| --------------- | ----------------- | ---------- | ------------------------ | --------------------------------------------------------------------------------- |
| 2008 (Dettagli) | 29 giugno 2008    | Dallas     | American Airlines Center | John Cena vs. Triple H                                                            |
| 2009 (Dettagli) | 26 luglio 2009    | Filadelfia | Wachovia Center          | CM Punk vs. Jeff Hardy                                                            |
| 2010 (Dettagli) | 19 settembre 2010 | Rosemont   | Allstate Arena           | Chris Jericho vs. Edge vs. John Cena vs. Randy Orton vs. Sheamus vs. Wade Barrett |
| 2011 (Dettagli) | 18 settembre 2011 | Buffalo    | First Niagara Center     | CM Punk vs. Triple H                                                              |
| 2012 (Dettagli) | 16 settembre 2012 | Boston     | TD Garden                | CM Punk vs. John Cena                                                             |
| 2013 (Dettagli) | 15 settembre 2013 | Detroit    | Joe Louis Arena          | Daniel Bryan vs. Randy Orton                                                      |
| 2014 (Dettagli) | 21 settembre 2014 | Nashville  | Bridgestone Arena        | Brock Lesnar vs. John Cena                                                        |
| 2015 (Dettagli) | 20 settembre 2015 | Houston    | Toyota Center            | Seth Rollins vs. Sting                                                            |
| 2023 (Dettagli) | 27 maggio 2023    | Gedda      | Super Dome               | Kevin Owens e Sami Zayn vs. Roman Reigns e Solo Sikoa                             |
| 2025 (Dettagli) | 28 giugno 2025    | Riad       | Kingdom Arena            | CM Punk vs. John Cena                                                             |